# The Celluloid Closet (livro)
The Celluloid Closet: Homosexuality in the Movies é um livro de não-ficção escrito pelo historiador de cinema e ativista LGBT, Vito Russo, publicado pela primeira vez em 1981 pela editora Harper & Row.
O livro examina a história das representações da homossexualidade no cinema, especialmente em filmes de Hollywood, desde personagens codificados como queer até retratações abertas. Uma edição revisada do livro foi publicada em 1987, com 80 páginas adicionais.
O lançamento ocorreu após o de dois outros livros com o mesmo tema, sendo eles Screening the Sexes (1972) de Parker Tyler e Gays and Film (1977) de Richard Dyer. Apesar disso, Russo afirmou na época que nenhum escritor gay havia produzido uma crítica significativa sobre a homossexualidade nos filmes.
The Celluloid Closet foi precedido por uma palestra homônima, ao vivo, com exibição de trechos de filmes que Russo apresentou pela primeira vez em 1972, e continuou a realizar em faculdades, universidades e pequenos cinemas. Após a morte do autor, em 1990, foi adaptado para o documentário de mesmo nome, lançado em 1995 e dirigido por Rob Epstein e Jeffrey Friedman.

## Recepção
Demian, do Seattle Gay News, escreveu que "Vito Russo traz para o seu livro a mesma riqueza de história política e social que ele usou na criação de sua palestra e exibição de filmes", e concluiu: "The Celluloid Closet é um ótimo livro para folhear. A escrita é direta, clara e envolvente. O livro é mais uma peça de história recuperada. Vito Russo criou um volume empolgante a partir de seu grande amor pelo cinema e de seu orgulho gay."
O jornal The New York Times o descreveu como "um livro de referência essencial" sobre a representação da homossexualidade na indústria cinematográfica dos Estados Unidos.
O crítico do livro Kirkus Reviews escreveu que "a partir de uma perspectiva séria e consciente em relação aos direitos dos gays" o autor "analisa minuciosamente a representação dos homossexuais nos filmes americanos" que vão desde a predominância da imagem do "efeminado inofensivo", a personagens consideradas "um pouco perigosa[s]". Além disso, aborda o assunto em tempos de censura que tornou o tema (homossexualidade) "implicitamente presente (como uma ameaça), mas não mencionável", bem como as representações que ocorreram após o "relaxamento no Código de Cinema em 1961", seguindo até os dias atuais (1981). Ele apontou como pontos positivos a documentação e pesquisa de Russo durante todo esse processo cinematográfico e como negativo "lapsos de retórica estridente", referindo-se quando Russo rotula os heterossexuais de "paranoicos" ou "homofóbicos", ao argumentar contra os papéis sexuais masculinos/femininos em si ou ao perceber declarações sexuais não explícitas".